# Да л’ је све било само фол?
Да л’ је све било само фол? је уживо албум српског и југословенског кантаутора Ђорђа Балашевића. 
Снимљен је током Балашевићевих концерата одржаних у Словенији, тачније у Марибору 1996. године, на једном од првих концерата у републикама бивше Југославије након њеног распада. Да л’ је све било само фол? је цитат из Балашевићеве песме Одлази циркус.

## Песме
| 1.              | Неки нови клинци                  | 5:38    |
| 2.              | Говор I                           | 3:14    |
| 3.              | Словенска                         | 5:04    |
| 4.              | Свирајте ми Јесен стиже дуњо моја | 6:17    |
| 5.              | Прва љубав                        | 5:59    |
| 6.              | Девојка са чардаш ногама          | 4:08    |
| 7.              | Говор II                          | 2:00    |
| 8.              | Слабо диваним...                  | 4:20    |
| 9.              | Менует                            | 6:03    |
| 10.             | Провинцијалка                     | 4:54    |
| 11.             | Ћалетова песма                    | 5:11    |
| 12.             | Живот је море                     | 3:36    |
| 13.             | Михољско лето                     | 4:49    |
| 14.             | Божа звани Пуб                    | 3:07    |
| Укупно трајање: | Укупно трајање:                   | 1:04:20 |

## Постава
- Ђорђе Балашевић – вокал
- Ђорђе Петровић – клавијатуре
- Александар Дујин – клавир
- Душан Безуха – гитара
- Александар Кравић – бас гитара
- Јосип Ковач – виолина, саксофон
- Петар Радмиловић – бубњеви